# Leadership in Energy and Environmental Design

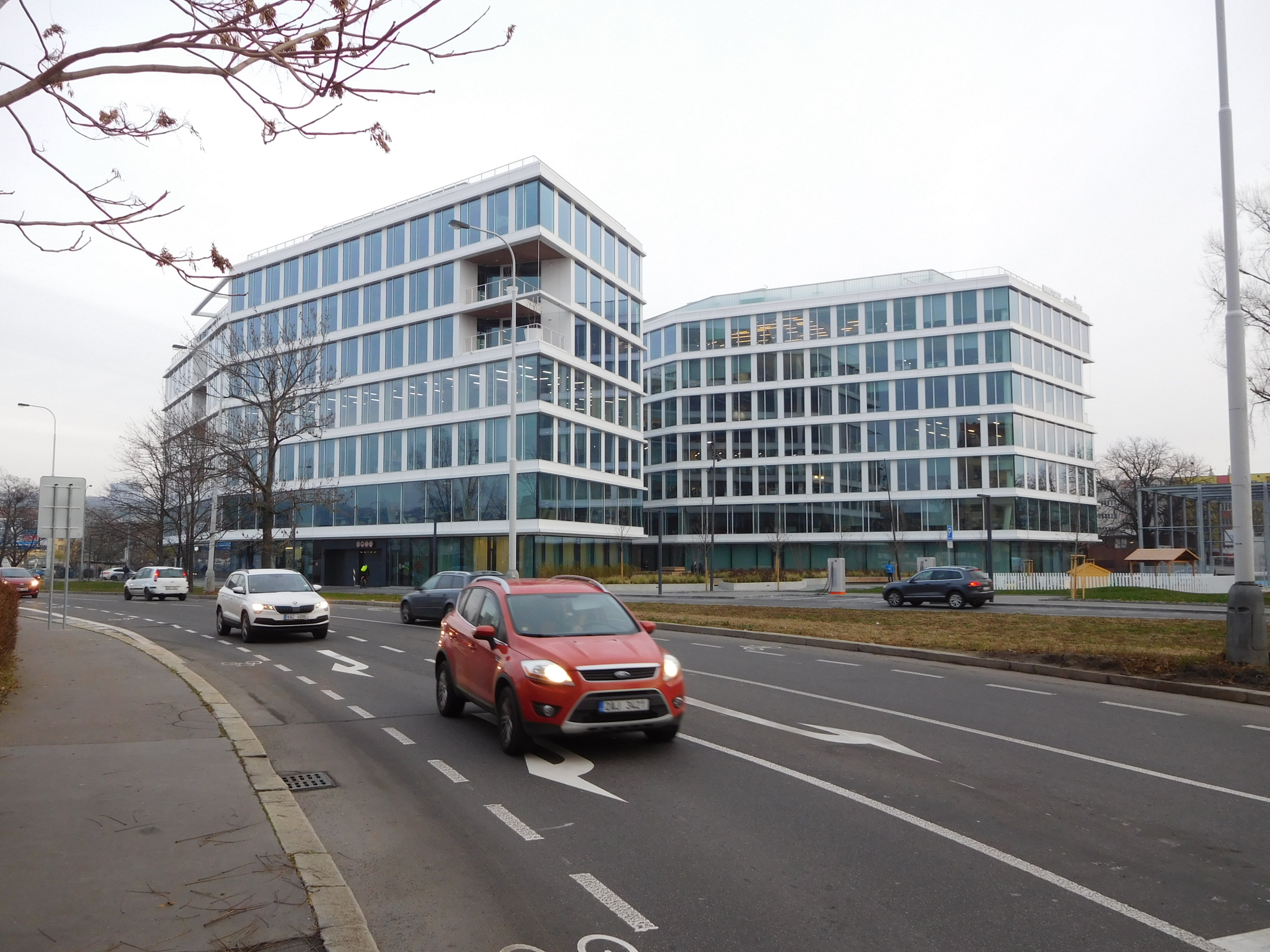
Budova Visionary z roku 2018 v pražských Holešovicích, jež získala certifikát LEED Platinum

LEED neboli Leadership in Energy and Environmental Design je nejpopulárnější certifikace ekologického stavitelství na světě. Byla vyvinuta neziskovou organizací U.S. Green Building Council a má systémy hodnotící design, konstrukci a údržbu ekologických budov, domů a čtvrtí či sousedství, která má za cíl aby byli stavitelé a developeři více zodpovědní k životnímu prostředí a používali materiály efektivně. LEED vznikl v roce 2000 ve Spojených státech amerických, v současnosti[kdy?] je rozšířen ve více než 130 zemích po světě.
Budovy získavají čtyři úrovně certifikace, zde jsou seřazeny od nejnižší, podle počtu bodů, jež získají při hodnocení:
- Certified – certifikováno (40–49 bodů)
- Silver – stříbrná (50–59 bodů)
- Gold – zlatá (60–79 bodů)
- Platinum – platinová (80 a více bodů)

## V Česku

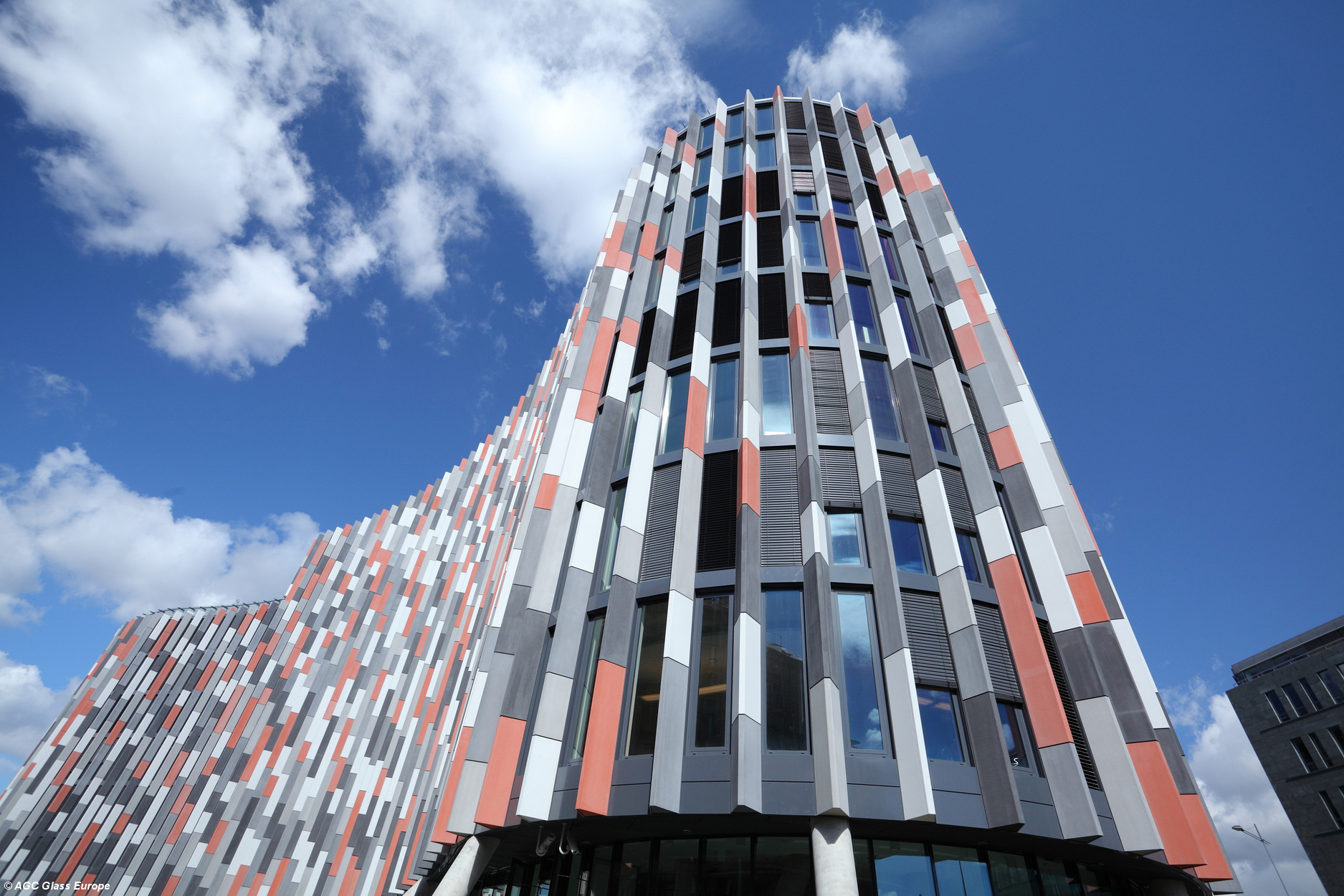
Fasáda kancelářské budovy Main Point Karlin, jež má certifikát LEED Platinum od roku 2012

V Česku mělo nejvyšší certifikát LEED Platinum k roku 2019 několik budov, všechny mimo budovu Premium Plaza v Karlových Varech byly v Praze. K roku 2019 jimi byly kancelářské budovy Visionary (2018), Main Point Karlin (2011), City Green Court (2012), Florentinum (2014), Corso Court (2015), Kavčí Hory Office Park (2008), Nile House (2006) a rekonstruovaná kancelářská budova na adrese Jungmannova 15.